# 足排球
足排球是一個將排球元素,网球元素和足球元素結合而成的運動。比賽通常是2人對賽。

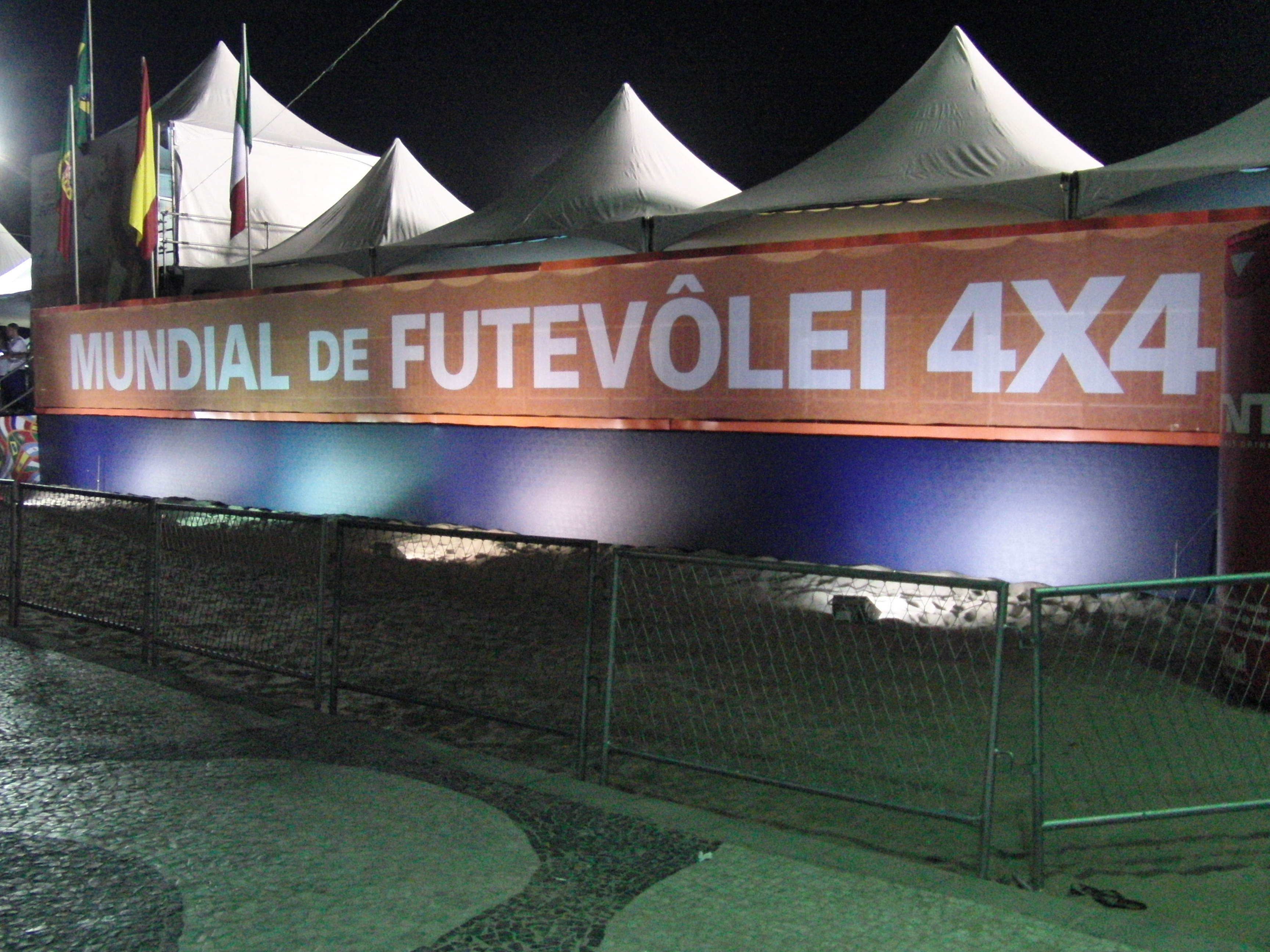
足排球世界杯 - Mundial de Futevôlei

## 歷史
足排球起源於巴西。最初是5人對賽的，但是因為經常參賽者都是足球員出身，因此球很少跌下去。因此，對賽人數被減至2人，到今日還沿用。

## 國際發展

### 巴拉圭
巴拉圭是首個得到世界冠軍的國家。

### 巴西
在足排球的歷史上，巴西的首都巴西利亞擁有最多高質素的球員。

## 另見
- 足球 (韩国)